# Bowie hosei
Espèce
Synonymes
- Ctenus hosei F. O. Pickard-Cambridge, 1897

Bowie hosei est une espèce d'araignées aranéomorphes de la famille des Ctenidae.

## Distribution
Cette espèce est endémique de Bornéo. Elle se rencontre en Malaisie au Sarawak et au Brunei.

## Description
Le mâle syntype mesure 17 mm et la femelle syntype 22 mm.
Les mâles mesurent de 15,3 à 17,3 mm et les femelles de 16,1 à 19,9 mm.
Le mâle décrit par Omelko et Fomichev en 2024 mesure 15,44 mm.

## Systématique et taxinomie
Cette espèce a été décrite sous le protonyme Ctenus hosei par F. O. Pickard-Cambridge en 1897. Elle est placée dans le genre Bowie par Jäger en 2022.

## Étymologie
Cette espèce est nommée en l'honneur de Charles Hose.

## Publication originale
- F. O. Pickard-Cambridge, 1897 : « On the cteniform spiders of Ceylon, Burmah and the Indian archipelago, west and north of Wallace's line; with bibliography and list of those from Australia, south and east of Wallace's line. » Annals and Magazine of Natural History, sér. 6, vol. 20, no 118, p. 329-356 (texte intégral).